# خرائط هير
خرائط هير هو نظام برمجي للخرائط يساعد على التعرف على الأماكن خصوصاً للأغراض السياحية. ابحث عن أماكن للزيارة، تعرف على المكان قبل الوصول إليه، وشاهده بشكل أفضل عبر الأبعاد الثلاثية على خرائط نوكيا.

## طريقة العمل
هناك نوعان لخرائط نوكيا:
1. المثبتة على الجهاز النقال.
2. موقع الخرائط على الإنترنت.

## وصلات خارجية
- الموقع الرسمي